# Eoin Collins
Eoin Collins (ur. 28 lipca 1968 w Dublinie) – irlandzki tenisista, uczestnik igrzysk w 1988 i 1992 roku. W obu występach olimpijskich wziął udział w grze podwójnej, a jego partnerem był Owen Casey. W 1988 para odpadła w pierwszej rundzie, przegrywając z izraelskim deblem Gilad Blum–Amos Mansdorf 2:6, 6:7, 6:4, 5:7. W 1992 Collins i Casey dotarli do drugiej rundy, pokonując w pierwszej Meksykanów Leonardo Lavalle'a i Francisco Maciela 7:6, 6:4, 6:4 i ulegając w drugiej szwajcarskiej parze Jakob Hlasek/Marc Rosset 6:7, 3:6, 4:6. Najwyżej w rankingu deblowym był na 308. miejscu, a w singlowym na 461. pozycji.
W 1984 wygrał mistrzostwa Europy juniorów. Collins to absolwent Indiana University, na którym uczył się w latach 1985–1989.
Od 1987 do 2004 dwudziestokrotnie reprezentował kraj w Pucharze Davisa.
W 2012 wygrał otwarte mistrzostwa USA w kategorii powyżej 40 lat pokonując w finale Orena Motevassela 7:5, 6:4.